# Велимировац
Велимировац је насељено место у саставу града Нашица у Осјечко-барањској жупанији, Република Хрватска.

## Историја
До краја Другог светског рата, Велимировац (Welimirowatz) је био, готово у потпуности, насељен Немцима. После присилног исељавања, у немачке куће насељени су Хрвати, Срби и други.
До територијалне реорганизације у Хрватској налазио се у саставу старе општине Нашице.

## Становништво
На попису становништва 2011. године, Велимировац је имао 1.129 становника.

## Попис 1991.
На попису становништва 1991. године, насељено место Велимировац је имало 1.243 становника, следећег националног састава:
| Попис 1991.‍   | Попис 1991.‍  | Попис 1991.‍ | Попис 1991.‍ | Попис 1991.‍ |
| ------------- | ------------ | ----------- | ----------- | ----------- |
|               |              |             |             |             |
| Хрвати        | Хрвати       |             | 1.035       | 83,26%      |
| Срби          | Срби         |             | 149         | 11,98%      |
| Југословени   | Југословени  |             | 30          | 2,41%       |
| Мађари        | Мађари       |             | 3           | 0,24%       |
| Немци         | Немци        |             | 2           | 0,16%       |
| Аустријанци   | Аустријанци  |             | 1           | 0,08%       |
| Пољаци        | Пољаци       |             | 1           | 0,08%       |
| Словаци       | Словаци      |             | 1           | 0,08%       |
| Црногорци     | Црногорци    |             | 1           | 0,08%       |
| остали        | остали       |             | 1           | 0,08%       |
| неопредељени  | неопредељени |             | 16          | 1,28%       |
| непознато     | непознато    |             | 3           | 0,24%       |
| укупно: 1.243 |              |             |             |             |